# Laurent Grimbert
Laurent Grimbert est un boxeur français né le 26 juin 1954 à Compiègne, Oise, et mort le 25 juin 2002 à Trumilly d'une crise cardiaque. Issu d'une famille de onze enfants, il est père de trois enfants nés en 1973, 1974 et 1987.

## Carrière
Il commence la boxe à 13 ans et passe professionnel à 22 ans. 

### Dans la catégorie poids coqs
Le 30 septembre 1978, il devient champion de France après sa victoire aux points contre Guy Caudron.
Grimbert défend victorieusement son titre l'année suivante aux dépens de Dominique Cesari.

### Dans la catégorie poids plumes
Il s'empare de la ceinture nationale du 12 janvier 1980 au 18 avril 1981, date à laquelle il s'incline aux points contre le même Guy Caudron. 
Championnats d'Europe : il s'incline par ailleurs à 3 reprises pour ce titre en 1979, 1980 et 1981.